# Paraminotella
Paraminotella is een geslacht van kevers uit de familie bladkevers (Chrysomelidae).
De wetenschappelijke naam van het geslacht werd in 2003 gepubliceerd door Doeberl & Konstantinov.

## Soorten
- Paraminotella nepalensis (Doeberl, 1991)
- Paraminotella nigrita Doeberl & Konstantinov, 2003